# Paraleprodera bisignata
Paraleprodera bisignata là một loài bọ cánh cứng trong họ Cerambycidae.